# Inoceramus Point
Der Inoceramus Point ist eine Landspitze an der Südküste der westantarktischen James-Ross-Insel. Sie markiert die südöstliche Begrenzung der Einfahrt zur Carlssonbucht.
Das UK Antarctic Place-Names Committee benannte sie 1993. Namensgebend sind hier gefundene Fossilien von Muscheln des Genus Inoceramus, die als Leitfossilien des Turonium gelten.